# Fox on the Run
"Fox on the Run" är en låt av det brittiska rockbandet Sweet, skriven av Brian Connolly, Steve Priest, Andy Scott och Mick Tucker. Låten var gruppens första egenkomponerade singel och återfinns på gruppens tredje studioalbum, Desolation Boulevard.
Två versioner av låten finns, den ena på den europeiska versionen av Desolation Boulevard, och den andra återfinns på den amerikanska versionen. Den amerikanska versionen var också den som gavs ut som singel. "Fox on the Run" var en succé på hitlistorna världen över och låg överst på listorna i bland annat Australien, Danmark, Sydafrika och Tyskland.
2009 gjorde Ace Frehley en cover på låten som återfinns på hans femte soloalbum Anomaly.

## Listplaceringar och certifikat
| Land:          | Organisation: | Topplacering: | Certifikat: | Ref:  |
| -------------- | ------------- | ------------- | ----------- | ----- |
| Australien     | NVPI          | 1             |             | [ 1 ] |
| Danmark        | IFPI          | 1             |             |       |
| Finland        | FOL           | 10            |             |       |
| Irland         | IRMA          | 2             |             | [ 2 ] |
| Kanada         | CRIA          | 2             | Guld        | [ 3 ] |
| Nederländerna  | NVPI          | 2             |             | [ 4 ] |
| Norge          | IFPI          | 2             |             | [ 4 ] |
| Nya Zeeland    | RIANZ         | 3             |             | [ 4 ] |
| Schweiz        | IFPI          | 3             |             | [ 4 ] |
| Storbritannien | BPI           | 2             | Silver      | [ 5 ] |
| Sverige        | IFPI          | 6             |             | [ 6 ] |
| Sydafrika      | RISA          | 1             |             | [ 7 ] |
| Tyskland       | BVMI          | 1             |             | [ 8 ] |
| USA            | RIAA          | 5             | Guld        | [ 9 ] |
| Österrike      | IFPI          | 3             |             | [ 4 ] |